# إيمدج برودكشن هاوس
إيمدج برودكشن هاوس (بالإنجليزية: Image Production House)‏ هو إستوديو دبلجة وترجمة لبناني، يدبلج ويترجم الأفلام والمسلسلات إلى اللغة العربية.
e:9c36:2872:46d6
←فيلموغرافيا

### مسلسلات رسوم متحركة
- مراهقو التايتنز
- باتمان (مسلسل رسوم متحركة 1992) (نسخة كرتون نتورك بالعربية وإم ‌بي ‌سي 3)
- تيليتابيز
- بن 10: ألتيمت إليين
- سوكي فو
- بن 10: إليين فورس
- بيتر بان
- بن 10: أومنيفرس
- ساموراي جاك
- جينيرايتور ريكس
- كونغ فو شاولين
- شباب العدالة (سلسلة تلفزيونية)
- خلف حائط الحديقة[8]
- ساموراي جاك (نسخة إم ‌بي ‌سي 3 وكرتون نتورك بالعربية وقناة أجيال)
- ستيفن البطل[8]
- السنافر (نسخة كرتون نتورك بالعربية)
- بابي إن ماي بوكيت: آدفينشيرز إن بوكيتفيل
- عالم غامبول المدهش
- عرض لوني تونز (نسخة إم ‌بي ‌سي 3 وكرتون نتورك بالعربية)
- العم جدو[8]
- كونغ فو شاولين (مسلسل)
- مغامرات بيلي وماندي
- الفتىمختبر الآليدكستر
- مات هاتر (نسخة وكرتون نتورك بالعربية وتلفزيون ج)
- مختبر دكستر (نسخة إم ‌بي ‌سي 3 وكرتون نتورك بالعربية وقناة أجيال)
- مغامرات فلاب جاك
- كوردج الجبان
- كامب لازلو
- تشاودر
- أولاد الجيران (نسخة كرتون نتورك بالعربية وقناة أجيال)
- إد، إدد وإدي
- صديقي المفضل هو قرد
- مغامرات جول فيرن
- منزل فوستر
- فتيات القوة[8] (نسخة كرتون نتورك)
- جوجو بطل الحكاية
- بانانا في البيجاما
- جيلي جام
- وقت المغامرة
- أبطال التايتنز انطلقوا![8]
- فتيات القوة[8] (نسخة كرتون نتورك)
- صائدو الأشباح[8]
- مستر بين[8]
- تمالك نفسك، سكوبي دو[8]
- بانكيولا[8]
- دوروثي وعجائب مدينة أوز[8]
- الارقام الجميلة[9]
- حكايات جزيرة التنين
- ورشة البناء
- الضائعون
- المغامرون الأربعة
- الطاقة المغناطيسية
- المرحون الأشقياء
- خيال إليوت
- توماس والأصدقاء

### أفلام رسوم متحركة
- ميلو ورحلة الإنقاذ
- أبطال التايتنز ومهمة طوكيو
- جزيرة السرطان
- عنزة السيد سوغان

## ممثلو الأصوات
- إبراهيم ماضي
- أحمد أبو علي
- أحمد الرفاعي
- إسماعيل نعنوع
- أسمهان بيطار
- الكو داوود
- اليسار حاموش
- إليز نصر
- ألين سعادة
- إيلي ضاهر
- إيمان بيطار
- إيمان عنان
- أيمن بيطار
- آية كعكاتي
- باسل سعد
- بديع أبو شقرا
- بلال بشتاوي
- بيان أبو شقرا
- توفيق شهاب
- جمال حمدان
- جمانة الزنجي
- جهاد الزغبي
- جورج أبو سلبي
- جورج دياب
- جورج طويل
- جيل يوسف
- جيمي قزي
- جيهان الملا
- حسان حمدان
- حسن حمدان
- حسن المصري
- حسن مهدي
- خالد السيد
- خليل الحاج علي
- داني بستاني
- دانييلا الراشد
- ديمتري ملكي
- رالف قشوع
- رالين داغر
- رانيا مروة
- ربيع بحر صافي
- رنا بركات
- رنا الرفاعي
- رنا زيتوني
- رودي قليعاني
- روزي اليازجي
- روميو الورشا
- ريتشارد ياني
- ريم الصعيدي
- ريمون فرنسيس
- رينيه غوش
- زياد منذر
- زينة شرف الدين
- زينة ضاهر
- زينة ملكي
- سامي ضاهر
- سعد حمدان
- سعيد ماضي
- سمارة نهرا
- سمير شمص
- سمير معلوف
- سهير ناصر الدين
- سيلفانا فلفلة
- سيلينا شويري
- شادن أبو دهن
- شادي شمص
- شربل أسكندر
- شربل أيوب
- شربل رحمة
- صبحي عيط
- طوني أشقر
- طوني صاصي
- طوني عاد
- عبدو حكيم
- عفيف شيا
- علاء البيطار
- علي الزين
- علي سعد
- علي فتوني
- عماد فغالي
- عمر حكيم
- عمر الشماع
- عمر كعكاتي
- عدي حكيم
- فادي الرفاعي
- فؤاد شمص
- كارين عودة
- ليلى الشماس
- لين كعكاتي
- ماهر الشوا
- محمد فحص
- محمد كعكاتي
- مريانا خليل
- مها غلبوني
- ميرنا الحسيني
- ميسلون حمية
- نبيل عساف
- ناجي شامل
- ناجي مخول
- نداء زغيب
- ندى الحاج
- ندى نصر
- نسرين مسعود
- نهى فكري
- هادي بيضون
- وليم ناصيف
- ريما حداد

## وصلات خارجية
- الموقع الرسمي
- إيمدج برودكشن هاوس على موقع IMDb (الإنجليزية)